# Una donna a Berlino (film)
Una donna a Berlino (Anonyma - Eine Frau in Berlin) è un film del 2008 diretto da Max Färberböck, con Nina Hoss ed Evgenij Sidikhin. 
La pellicola è l'adattamento cinematografico dell'omonima autobiografia di Marta Hillers, pubblicata anonimamente nel 1954.